# Републички педагошки завод Републике Српске
Републички педагошки завод Републике Српске је управна организација у саставу Министарства просвјете и културе Републике Српске. Налази се у улици Милоша Обилића 39 у Бањој Луци.

## Историјат
Републички педагошки завод Републике Српске је основан 15. децембра 1999. и од тада је надлежан за послове и задатке утврђене чланом 48. Закона о републичкој управи, који се односе на:
- стручне и савјетодавне послове у праћењу, унапређивању и развоју васпитања и образовања у предшколском, основном и средњем образовању,
- развој наставних планова и програма у предшколским установама, основним и средњем школама и домовима ученика,
- праћење и вредновање квалитета у предшколским установама, основним и средњим школама и домовима ученика,
- педагошки, савјетодавни, инструктивни, корективни и надзорни рад у предшколским установама, основним и средњим школама и домовима ученика,
- истраживачки и аналитички рад у функцији унапређивања васпитно–образовне праксе,
- организовање смотри и такмичења ученика и васпитно–образовних радника,
- развој програма стручног усавршавања васпитно–образовних радника и организовање провођења едукације,
- развој модела педагошке документације за предшколске установе, основне и средње школе,
- развој програма васпитно–образовног рада у домовима ученика,
- утврђивање методологије израде годишњих програма рада предшколских установа, основних и средњих школа и домова ученика,
- развој програма цјелодневног и продуженог боравка у васпитно–образовним установама,
- издавање стручне периодике за потребе ученика и васпитно–образовних радника,
- развој педагошких стандарда и норматива,
- унапређење рада са дјецом са посебним потребама,
- рад на пројектима развоја образовања у Републици Српској,
- праћење међународних трендова у образовању и њихова рефлексија на образовање у Републици Српској,
- друге послове у складу са законом.

Послови који се посебно издвајају су групни савјетодавни и инструктивни педагошки рад, стручно усавршавање наставника, васпитача, директора и стручних сарадника, анализа постигнућа ученика на полугодишту и крају школске године, организација и провођење такмичења и подршка надареним ученицима, аналитичко–истраживачки рад, пројекти, међународни пројекти и сарадња, документациони центар, е–настава и квалитет васпитно–образовног рада. Садрже Одјељење за предшколско и основно васпитање и образовање, Одјељење за средње васпитање и образовање, Одјељење за вредновање квалитета васпитно–образовног рада и Одјељење за правне, кадровске, опште и финансијске послове.